# Prospero Bonarelli della Rovere
Prospero Bonarelli della Rovere (Novellara, 5 novembre 1582 – Ancona, 9 marzo 1659) è stato un drammaturgo e diplomatico italiano.
Era fratello del poeta Guidubaldo.

## Biografia
Della nobile famiglia Bonarelli, sulla sua vita si sa solo che era presente a Ferrara, Modena, Firenze e Vienna, dove ha lavorato per Leopoldo Guglielmo d'Austria, fratello dell'imperatore Ferdinando III, e che in seguito si è trasferito ad Ancona dove è morto.
In questa città ha fondato l'Accademia dei Caliginosi, di cui è stato il presidente. 
Anche il figlio Pietro è stato un drammaturgo. Sono noti i  suoi lavori: «Poesie dramatiche» (Roma, 1655), «Poesie liriche» (Ancona, 1655) e «Discorsi academici» (Roma, 1658).

## Opere

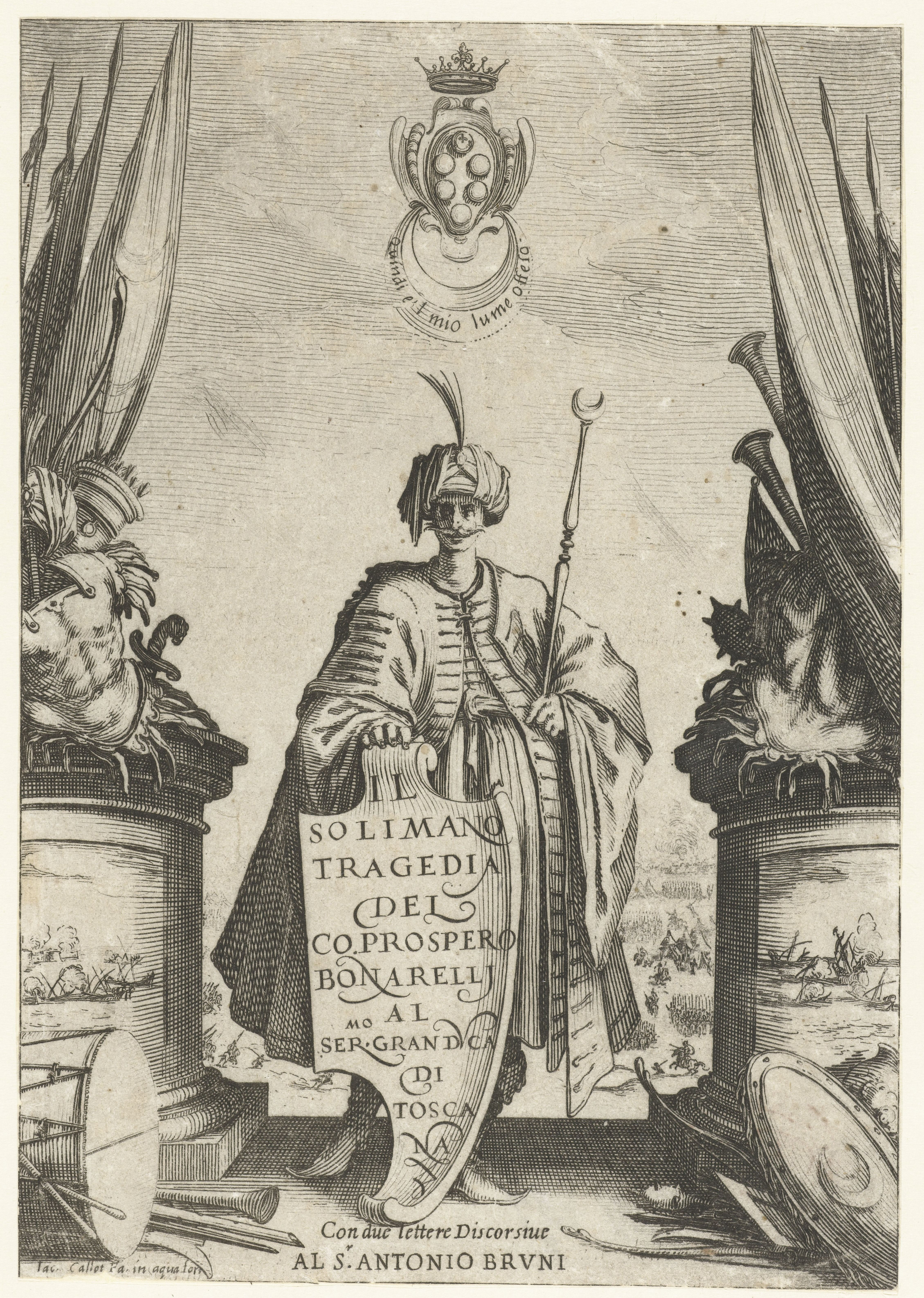
Frontespizio di un'edizione del Solimano di Bonarelli

Ha lasciato un gran numero di opere di generi diversi. Le principali sono:
Le tragedie:
- «Il Solimano» (Venezia, 1619)
- «Il Medoro incoronato» (Roma, 1645)

Le commedie in prosa: 
- «Gli Abbagli Felici»
- «I Fuggitivi amanti»
- «Lo Spedale» (Macerata, 1646)

Inoltre:
«Melodrami da rappresentarsi in musica» (dramma musicale, Ancona, 1647), un tragicomico pastorale «Imeneo» (Bologna, 1641), «Della fortuna d'Erosmando e Floridalba, istoria» (1642).